# 白鷺公園 (堺市)
白鷺公園（しらさぎこうえん）は、大阪府堺市東区白鷺町にある都市公園（総合公園）である。

## 地理
東に百舌鳥川が流れ、西に西高野街道が通る。また、園内を南海泉北線が縦断しており、園内南部で地下区間（中百舌鳥トンネル）から地上（高架）区間へ転じる。
元々はため池であったが、その大部分を埋め立てて造られた。
1990年から1993年にかけて園内北部にあるため池の但馬池を利用してハナショウブ園が設置された。

## 交通
- 南海高野線「白鷺駅」から徒歩で約1分。